# Музей мистецтв і наук (Дейтона-Біч)
Музей мистецтв і наук (Museum of Arts and Sciences, MOAS), — музей у Дейтона-Біч, Флорида, США. Музей є філією Смітсонівського інституту. У музеї зібрано понад 30 000 предметів, що робить його одним з найбільших музеїв у Центральній Флориді.

## Історія
Музей мистецтв і наук — це неприбуткова навчальна установа, заснована в 1955 році й перебрана у власність штатом Флорида у 1962 році.
Музей два рази переїжджав з первинної будівлі у 2130 м2 до сучасної будівлі у 36600 м2.

## Колекція
Деякі помітні експонати включають:
- найповніший гігантський скелет наземного лінивець у Північній Америці розміщувався у галереї викопних робіт Флориди;
- найбільша постійна виставка кубинського мистецтва за межами Куби
- колекція Американи підприємця Кока-коли Чапмана Рута (The Root Glass Company) містить 2 приватні залізничні вагони (відпочивальня з небесним верхом з експресу «Делл Рапідс» та оглядовий купол з експресу «Силвер Холлі»), друга за величиною у світі колекція пам'яток Coca-Cola, гоночні машини Інді, плюшеві ведмедики та ковдри;
- близько половини експонатів є постійними, з рештою експонатів, що змінюються кожні кілька місяців;
- колекція міжнародних декоративних мистецтв та ранньо-американських меблів та мистецтва;
- галерея китайського мистецтва;
- видиме сховище;
- Музей мистецтв Cici та Хаятт Браун, що містить найбільшу колекцію флоридського мистецтва у світі.

У музеї також є своя глядацька зала та планетарій. 

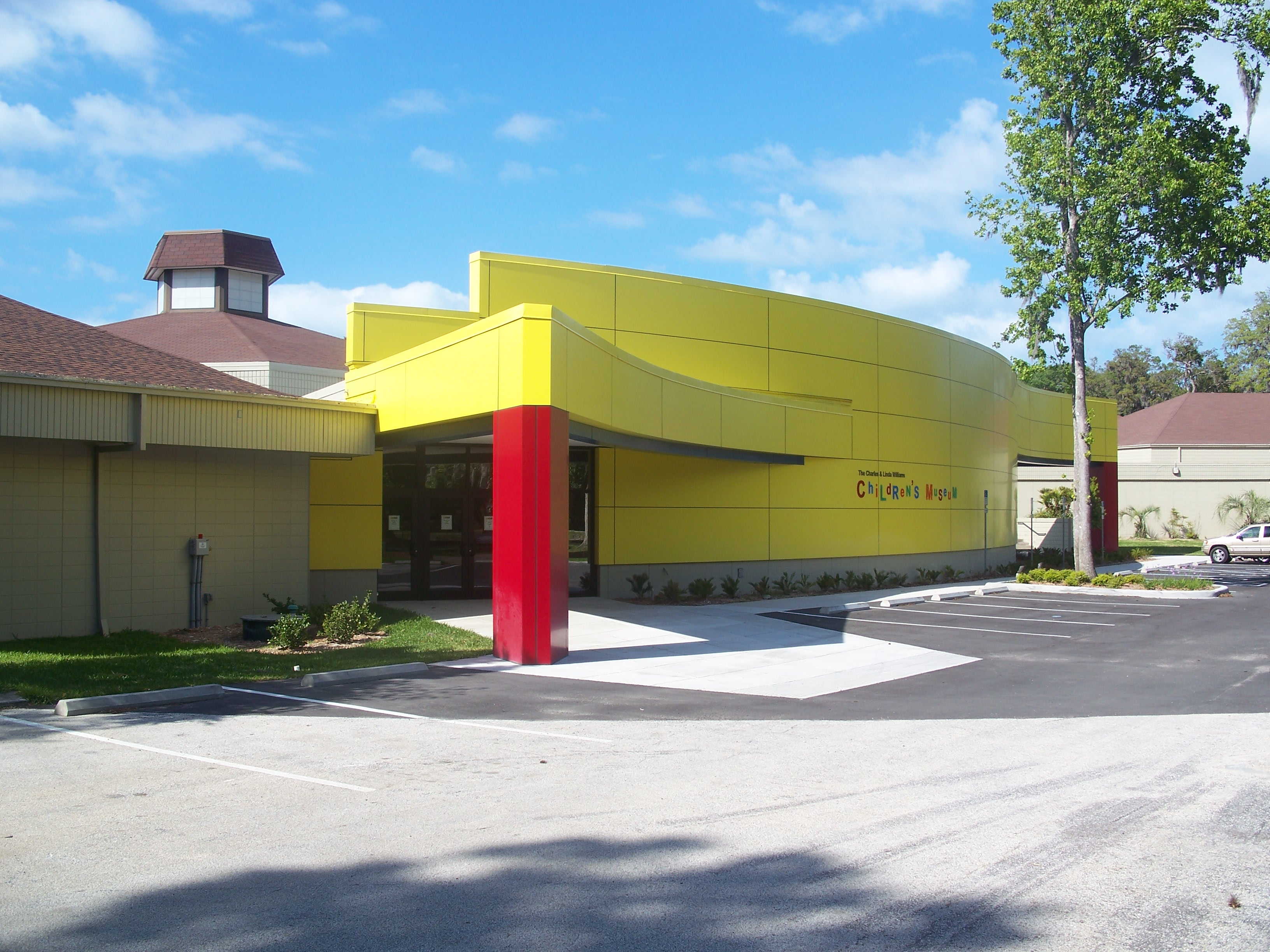
Дитячий музей Чарльза та Лінди Вільям

## Дитячий музей Чарльза й Лінди Вільям
Дитячий музей Чарльза та Лінди Вільям відкрився 2008 року, де на площі 840 м2 розміщені практичні наукові експонати.

## Маєток Гембел
Музею мистецтв й наук має філіал Маєток Гембел, що розташовано у місті Порт-Орандж серед заповідника Спрюс-Крік, який відзначається багатим природним середовищем Флориди та унікальним історичним минулим. Парком маєтку зі стежками площею у 71 гектар охоплено 5 різних екосистем. Тут збережено багато видів, що перебувають під загрозою зникнення. У парку відреставровано 3 історичні будинки. 

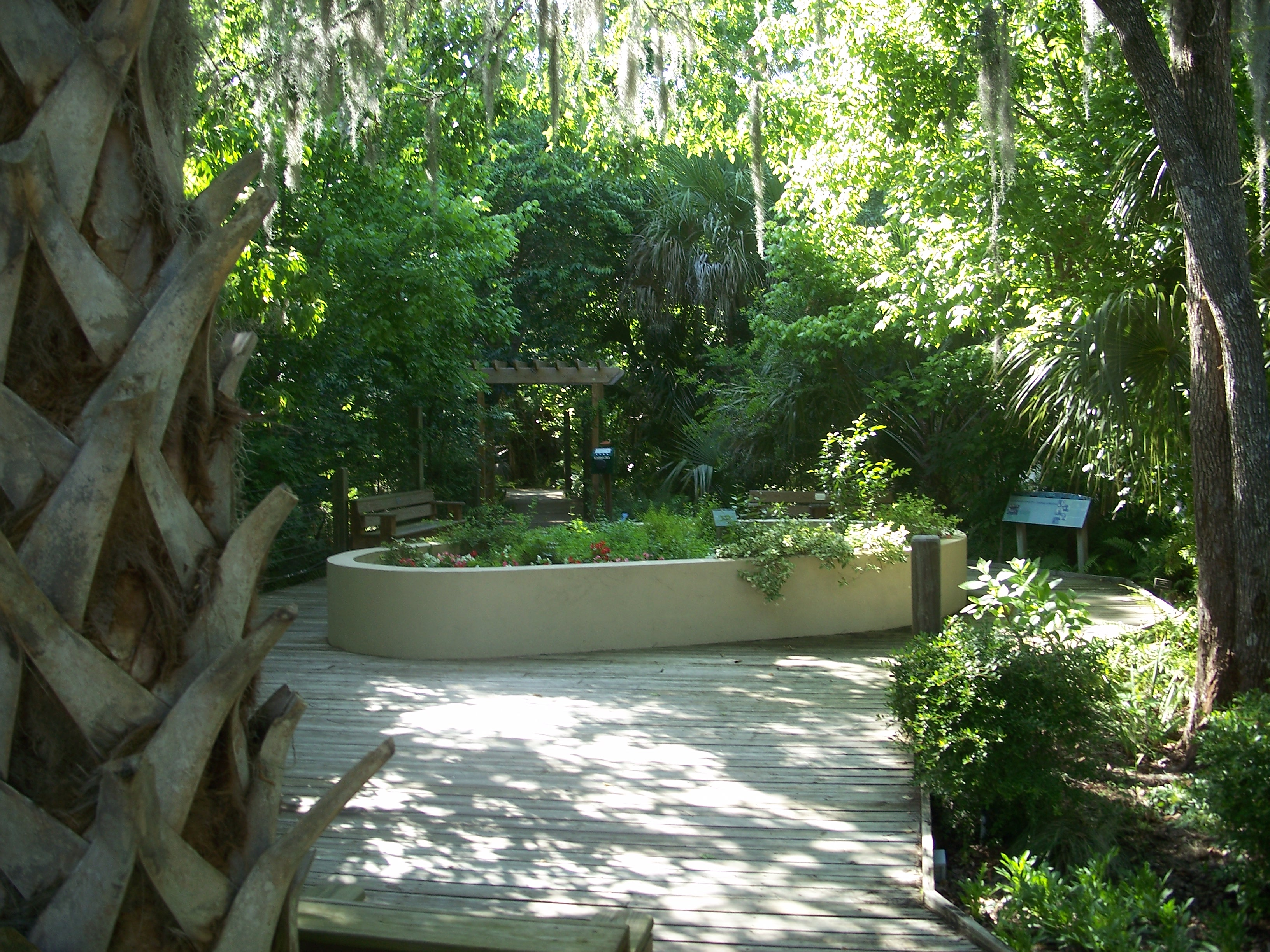
Екологічний навчальний комплекс доктора медичних наук Кіма А. Кланке та Марши Л. Кланке

## Екологічний навчальний комплекс Кланке
Екологічний навчальний комплекс доктора медичних наук Кіма А. Кланке та Марши Л. Кланке відкрився у 2005 році у заповіднику «Тускавілла», площею 36 гектарів. Природний заповідник розташовано посеред Дейтона-Біч, містить майже кілометр викладених дошками стежок, не рахуючи природні стежки. Заповідник захищає незайманий флоридський береговий водний гамак та є середовищем збереження зникаючих видів флори й фауни. Наразі заповідник «Тускавілла» закрито через пошкодження буревієм Ірма у вересні 2017 року.

## Планетарій
У 2014 році музей відкрив новий сучасний планетарій на 94 місць. Занурене середовище створюється на 360 градусів навколо проектора OmniStar, оснащеного лінзами з «риб'ячих» очей, здатного відображати яскравий й барвистий вміст HD у просторому 12-метровому півсферичному куполі.

## Музей мистецтва Сісі й Хаятт Браун
У 2015 році музей відкрив новаторський Музей мистецтв Cici й Хайтт Браун, що розмістив найбільшу у світі колекцію флоридського мистецтва. Колекція складається з близько 2600 олійних та акварельних картин, що стосуються Флориди.

## Західне крило
У 2015 році реконструйовано Західне крило музею. Первинно, західне крило було побудовано на низині й затоплене через сильні дощі у травні 2009 року. У Західному крилі розмістилися 6 унікальних галерей:
- Кубинський музей, що містить найбільш значну колекцію кубинських картин у США;
- Центр графічного мистецтва Каршана;
- Галерея Елейн й Турмана Джиллеспі, що містить велику колекцію артефактів суб-сахарської Африки;
- Галерея Мері Луїзи Марцулло, що містить велику колекцію зброї з усього світу;
- Галереї передісторії Флориди, що містить скелет флоридського гігантського ґрунтового лінивця та інші зразки природознавства.

## Галерея

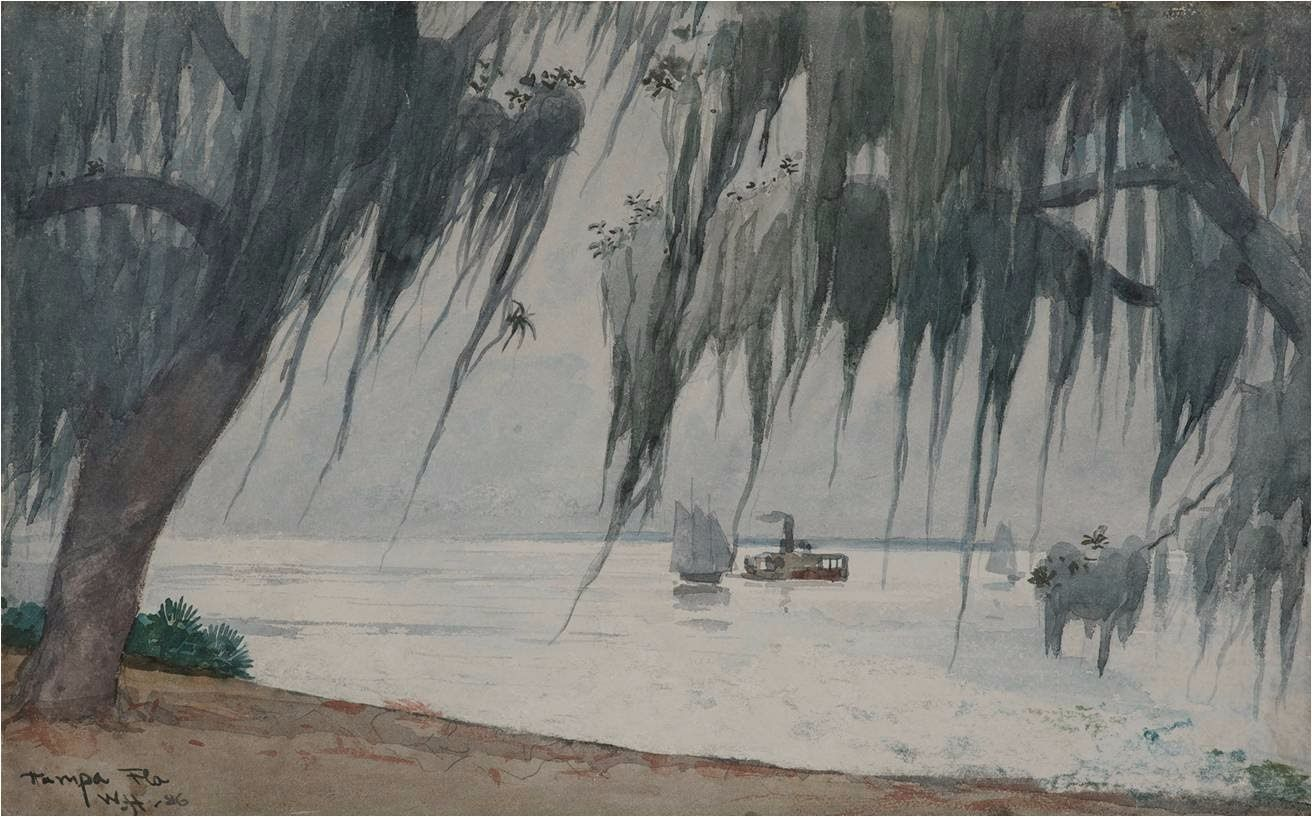
Іспанський мох у Тампській затоці - Вінслов Гомер - 1886
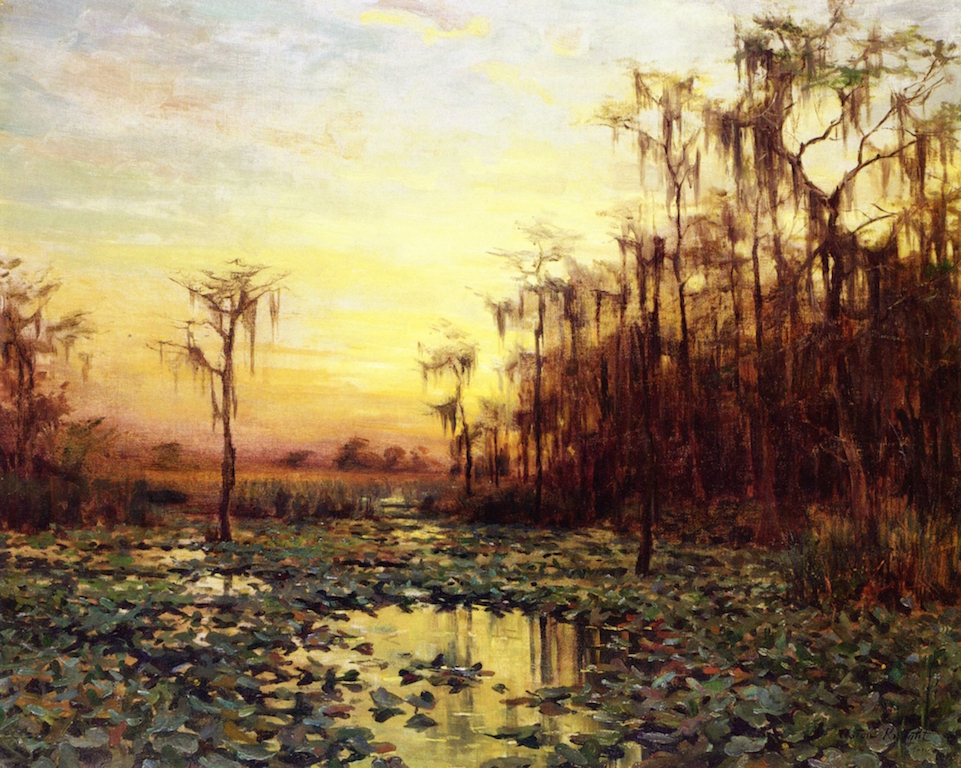
Захід сонця над річкою Суванні - Луїс Аштон Найт (1873–1948) - 1910